# Golden Earring Live
Albums de Golden Earring
Contraband
(1976) Grab It for a Second
(1978)
Golden Earring Live, sorti en 1977, est le treizième album du groupe de hard rock néerlandais Golden Earring, « le groupe de rock le plus ancien et le plus couronné de succès que les Pays-Bas aient jamais produit », surnommé les « Hollandais Volants ».
Il s'agit du premier album live du groupe.

Golden Earring
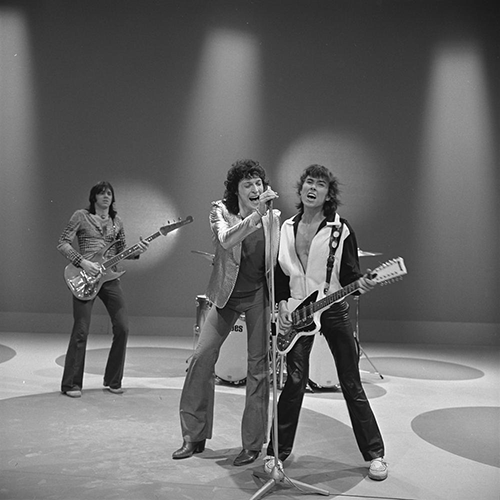
Rinus Gerritsen, Barry Hay et George Kooymans.
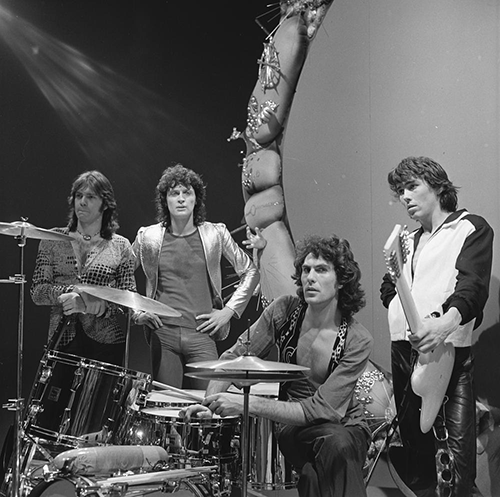
Rinus Gerritsen, Barry Hay, Cesar Zuiderwijk et George Kooymans.

## Liste des morceaux
Tous les morceaux ont été composés par George Kooymans et Barry Hay, sauf She Flies on Stange Wings, composé par George Kooymans, et Eight Miles High, composé par R. McGuin, D.Crosby et G.Clarck.
1. Candy's Going Bad - 5:00
2. She Flies on Stange Wings – 7:13
3. Mad Love's Coming – 9:45
4. Eight Miles High – 10:00
5. Vanilla Queen – 12:40
6. To the Hilt – 6:40
7. Fighting Windmills – 8:00
8. Con Man – 1000
9. Radar Love – 12:00
10. Just Like Vince Taylor - 7:00

## Musiciens
- George Kooymans : guitare, chant
- Barry Hay : chant et flûte
- Rinus Gerritsen : guitare basse, claviers
- Cesar Zuiderwijk : batterie
- Eelco Gelling : guitare